# Manuel Torres Martínez
Manuel Torres Martínez (Marín (Pontevedra), 17 de juny de 1901 - ibídem, 10 de maig de 1995) fou un mestre i pintor gallec. Va col·laborar amb la revista Blanco y Negro entre 1929 i 1934, i el 1990 va rebre la Medalla Castelao.